# Patema Inverted
Patema Inverted (サカサマのパテマ?, Sakasama no Patema) è un film giapponese del 2013 ideato e diretto da Yasuhiro Yoshiura. Dal film sono stati tratti un original net anime (ONA) e un manga: il primo Patema Inverted: Beginning of the day è andato in onda nel 2012; il secondo è stato pubblicato su Big Gangan e conta in totale 13 capitoli in un unico volume.

## Ambientazione
Il film, l'ONA e il manga sono ambientati sulla Terra di un lontano futuro. Un esperimento malriuscito per convertire la gravità in energia fece "cadere" molti esseri umani nel cielo. I sopravvissuti si ritirarono a vivere sotto terra, sorvegliati dagli scienziati dell'esperimento.

## Trama

### Film
In un futuro prossimo gli scienziati stanno cercando il modo di controllare la gravità e trasformarla in energia. Ma l'esperimento fallisce e gran parte della superficie della Terra viene devastata. Come risultato le persone entrano in un campo gravitazionale inverso che le fa letteralmente fluttuare al di fuori del pianeta.
Molti anni dopo, Patema è una ragazza che vive nel sottosuolo e adora esplorare i tunnel di cui il mondo che conosce è composto. Deve però tenersi lontana dalla "zona pericolosa". Un giorno mentre esplora un tunnel vede una persona che cammina sul soffitto e rimanendone spaventata cade nella fossa senza fondo che stava guardando poco prima. Da qui la scoperta di un nuovo mondo.

### Manga
Nella famiglia di Mikko si tramanda un anello che secondo suo nonno connette tutti loro con le persone che hanno raggiunto "l'altro mondo". Mikko decide così di esplorare il suo mondo sotterraneo fatto di gallerie e tunnel senza fine per trovare questo nuovo mondo.

### ONA
L'ONA mostra la prima mezz'ora del film, ovvero di Patema che sta come solito visitando le gallerie del suo mondo sotterraneo.

## Critica
Il film ha ricevuto recensioni per lo più positive; su Rotten Tomatoes ha ricevuto un indice di gradimento del 79% da parte di 14 critici con un voto di 5,7/10.. Otto critici di Metacritic hanno invece fornito un punteggio di 66/100..
Jeanette Catsoulis del New York Times l'ha definito un film "delizioso" e ne ha lodato musica e animazione, comparandolo a Upside Down.
Il film ha poi vinto l’Audience Award e il Judges Award allo Scotland Loves Anime del 2013 e nominato per l'Asian Pacific Screen Award for Best Animated Feature Film al settimo Asian Pacific Screen Award.

## Colonna sonora
La sigla di chiusura Patema Inverse di Estelle Micheau, è cantata in esperanto.